# Steven Weber
Steven Robert Weber (New York, 4 marzo 1961) è un attore statunitense.

## Biografia
Nasce a Briarwood, un quartiere del Queens, figlio di una cantante di nightclub e un cabarettista, studia presso la High School of Performing Arts e in seguito alla State University of New York at Purchase. Dopo aver lavorato in diversi spot pubblicitari, debutta al cinema nel film Flamingo Kid (1984) di Garry Marshall; successivamente partecipa alla soap opera Così gira il mondo, dove interpreta Kevin Gibson, fidanzato del personaggio interpretato da Julianne Moore.
Nel 1987 recita nel film di guerra Hamburger Hill: collina 937, cui seguono i film Inserzione pericolosa (1992) e Maledetta ambizione (1993).
Tra il 1990 e il 1997 è uno degli interpreti della sit-com Wings. Nel 1995 è protagonista assoluto della commedia Jeffrey, dove interpreta un gay che decide di rinunciare al sesso per paura di contrarre l'AIDS. Nello stesso anno partecipa al drammatico Via da Las Vegas e al comico Dracula morto e contento. Nel 1997 è protagonista della miniserie televisiva Shining, interpretando il ruolo che fu di Jack Nicholson nella versione cinematografica di Stanley Kubrick.
Tra gli altri lavori a cui ha preso parte, vi sono i film Break Up - Punto di rottura (1998), A prima vista (1999) e il film d'animzione Giuseppe - Il re dei sogni (2000), a cui ha prestato la voce. Negli ultimi anni ha lavorato prevalentemente per la televisione, è stato diretto da Dario Argento in Jenifer - Istinto assassino, episodio del 2005 di Masters of Horror, ha lavorato nel film Desperation (2006), basato sull'omonimo romanzo di Stephen King, ha interpretato il ruolo di Sam Truman, fratello di Will Truman, in due episodi di Will & Grace.
Tra il 2006 e il 2007 è stato impegnato nella serie televisiva creata da Aaron Sorkin Studio 60 on the Sunset Strip, successivamente ha preso parte a Brothers & Sisters, nel ruolo di Graham Finch. Nel 2010 ha partecipato alla serie televisiva statunitense Happy Town, mentre nel 2011 ha partecipato alla serie fantascientifica Falling Skies. È apparso come guest star in molte serie televisive, come Detective Monk, Law & Order - Unità vittime speciali, Le regole del delitto perfetto, Chicago Med, iZombie e Murder in the First.

## Filmografia

### Cinema
- Flamingo Kid (The Flamingo Kid), regia di Garry Marshall (1984)
- Walls of Glass, regia di Scott D. Goldstein (1985)
- Hamburger Hill: collina 937 (Hamburger Hill), regia di John Irvin (1987)
- Los ángeles, regia di Jacob Berger (1990)
- Inserzione pericolosa (Single White Female), regia di Barbet Schroeder (1992)
- Maledetta ambizione (The Temp), regia di Tom Holland (1993)
- Benders, regia di Jace Alexander (1994)
- Just Looking, regia di Tyler Bensinger (1995)
- Jeffrey, regia di Christopher Ashley (1995)
- Via da Las Vegas (Leaving Las Vegas), regia di Mike Figgis (1995)
- Dracula morto e contento (Dracula: Dead and Loving It), regia di Mel Brooks (1995)
- Break Up - punto di rottura (Break Up), regia di Paul Marcus (1998)
- I Woke Up Early the Day I Died, regia di Aris Iliopulos (1998)
- A prima vista (At First Sight), regia di Irwin Winkler (1999)
- Sleep Easy, Hutch Rimes, regia di Matthew Irmas (2004)
- Una giornata davvero speciale (The Twelve Days of Christmas Eve), regia di Martha Coolidge (2004)
- La banda del porno - Dilettanti allo sbaraglio (The Moguls), regia di Michael Traeger (2005)
- Sexual Life, regia di Ken Kwapis (2005)
- Inside Out, regia di David Ogden (2005)
- Farm House, regia di George Bessudo (2008)
- My One and Only, regia di Richard Loncraine (2009)
- Il mio angolo di paradiso (A Little Bit of Heaven), regia di Nicole Kassell (2011)
- Son of Morning, regia di Yaniv Raz (2011)
- Un anno da leoni (The Big Year), regia di David Frankel (2011)
- Un amico di nome Duke (Duke), regia di Mark Jean (2012)
- Kiss Me, regia di Jeff Probst (2014)
- The Perfection, regia di Richard Shepard (2018)

### Televisione
- Così gira il mondo (As the World Turns) - serie TV (1985-1986)
- I Kennedy (The Kennedys of Massachusetts), regia di Lamont Johnson - miniserie TV (1990)
- Wings - serie TV (1990-1997)
- Racconti di mezzanotte (Tales from the Crypt) - serie TV, 1 episodio (1991)
- Non dirmi bugie (Tell Me No Lies), regia di Sandor Stern - film TV (1991)
- Kojak: Fatal Flaw, regia di Barbet Schroeder - film TV (1991)
- Star Trek: Deep Space Nine - serie TV, episodio 2x03 (1993)
- Vittime nel buio (In the Company of Darkness), regia di David Anspaugh - film TV (1993)
- Vittima di un tradimento (Betrayed by Love), regia di John Power - film TV (1994)
- Stephen King's Shining (The Shining), regia di Mick Garris - Miniserie TV (1997)
- Oltre i limiti (The Outer Limits) - serie TV, 1 episodio (1997)
- Dopo la guerra del Golfo (Thanks of a Grateful Nation), regia di Rod Holcomb - film TV (1998)
- The Expert - serie TV, 1 episodio (1999)
- Love Letters, regia di Stanley Donen - film TV (1999)
- Late Last Night, regia di Steven Brill - film TV (1999)
- Cursed - serie TV, 17 episodi (2000-2001)
- Ancora una volta (Once and Again) - serie TV, 10 episodi (2000-2002)
- Club Land, regia di Saul Rubinek - film TV (2001)
- Masters of Horror - serie TV, 1 episodio (2005)
- Will & Grace - serie TV, 2 episodi 8X09 (2005-2006)
- Desperation, regia di Mick Garris - film TV (2006)
- Incubi e deliri (Nightmares & Dreamscapes: From the Stories of Stephen King), regia di Mikael Salomon e Rob Bowman - miniserie TV (2006)
- Studio 60 on the Sunset Strip - serie TV, 22 episodi (2006-2007)
- Detective Monk (Monk) - serie TV, episodio 5x13 (2007)
- Side Order of Life - serie TV, 1 episodio (2007)
- Conflitto di identità (More of Me), regia di Daisy von Scherler Mayer - film TV (2007)
- Law & Order: Special Victims Unit - serie TV, episodio 9x05 (2007)
- Brothers & Sisters - serie TV, 8 episodi (2007-2008)
- Psych - serie TV, 1 episodio (2008)
- Senza traccia (Without a Trace) - serie TV, 4 episodi 2008)
- Desperate Housewives - I segreti di Wisteria Lane (Desperate Housewives) - serie TV, 1 episodio (2008)
- Happy Town - serie TV, 8 episodi (2010)
- In Plain Sight - Protezione testimoni (In Plain Sight) - serie TV, 3 episodi (2010)
- Law & Order: Criminal Intent - serie TV, episodio 10x06 (2011)
- Un Fantafilm: Devi crescere, Timmy Turner! (A Fairly Odd Movie: Grow Up, Timmy Turner!), regia di Butch Hartman - film TV (2011)
- Falling Skies - serie TV, 3 episodi (2011)
- Parenthood - serie TV, episodio 2x21 (2011)
- Hot in Cleveland - serie TV, 2 episodi (2012)
- Wilfred - serie TV, 3 episodi (2012)
- Malibu Country - serie TV, 1 episodio (2012)
- Dallas - serie TV, 4 episodi (2012)
- 2 Broke Girls - serie TV, 3 episodi (2012-2016)
- Le regole del delitto perfetto (How to Get Away with Murder) - serie TV, 1 episodio (2014)
- NCIS: New Orleans - serie TV, 17 episodi (2014-2017)
- Murder in the First – serie TV, 10 episodi (2014)
- iZombie - serie tv, episodio 1x10 e 1x13 (2015)
- Helix - serie tv, 13 episodi (2 stagione) Michael (2015)
- Tredici (13 Reasons Why) – serie TV, 7 episodi (2017)
- Tom Clancy's Ghost Recon Wildlands: War Within The Cartel, regia di Avi Youabian – cortometraggio TV (2017)
- The Librarians – serie TV, episodio 4x03 (2017)
- Indebted - serie TV (2020-in corso)
- Chicago Med - serie TV (2021-in corso)

### Doppiatore
- Anche i cani vanno in paradiso (All Dogs Go to Heaven: The Series) - serie TV, 19 episodi (1996-1998)
- Anche i cani vanno in paradiso - Un racconto di Natale (An All Dogs Christmas Carol) - film TV (1998)
- Hercules - serie TV, 2 episodi (1998-1999)
- Giuseppe - Il re dei sogni (Joseph: King of Dreams), regia di Rob LaDuca e Robert C. Ramirez (2000)
- La leggenda di Tarzan (The Legend of Tarzan) - serie TV, 1 episodio (2001)
- Ultimate Spider-Man - serie TV, 12 episodi (2012-2013)

## Doppiatori italiani
Nelle versioni in italiano delle opere in cui ha recitato, Steven Weber è stato doppiato da:
- Massimo Lodolo in Wings, Il mio angolo di paradiso, Desperate Housewives, Le regole del delitto perfetto
- Stefano Benassi in Side Order of Life, Chasing Life, Detective Monk
- Francesco Prando in Senza traccia, NCIS: New Orleans, Chicago Med
- Massimiliano Lotti in Shining, Murder in the First, Law & Order - Criminal Intent
- Angelo Maggi in Dracula morto e contento, iZombie
- Claudio Moneta in La banda del porno - Dilettanti allo sbaraglio, Tredici
- Vittorio Guerrieri in Masters of Horror, Psych
- Pasquale Anselmo in Ancora una volta, Party Down
- Alessio Cigliano in Jeffrey
- Carlo Cosolo in Hamburger Hill: collina 937
- Sandro Acerbo in Inserzione pericolosa
- Saverio Indrio in Law & Order - Unità vittime speciali
- Stefano Thermes in 2 Broke Girls
- Edoardo Nevola in A prima vista
- Vittorio De Angelis in Studio 60 on the Sunset Strip
- Luca Sandri in My One and Only
- Mino Caprio in Un anno da leoni
- Sergio Lucchetti in Happy Town
- Mauro Gravina ne Un fantafilm - Devi crescere, Timmy Turner![1]

- Alberto Angrisano in Wilfred
- Teo Bellia in Will & Grace
- Marco Balzarotti in Community
- Gianni Bersanetti in Ballers
- Ugo Maria Morosi in Mom
- Dario Oppido in My One and Only (ridoppiaggio)

Da doppiatore è sostituito da:
- Antonio Sanna in Anche i cani vanno in paradiso
- Maurizio Romano in Giuseppe - Il re dei sogni
- Luca Biagini in Ultimate Spider-Man
- Pierluigi Astore in Scooby-Doo and Guess Who?